# 喜久田駅
喜久田駅（きくたえき）は、福島県郡山市喜久田町堀之内字椚内（くぬぎうち）にある、東日本旅客鉄道（JR東日本）磐越西線の駅である。

## 歴史
- 1898年（明治31年）7月26日[3]：岩越鉄道の堀ノ内駅（ほりのうちえき）として開業[1][4]。
- 1906年（明治39年）11月1日：岩越鉄道が国有化[4]。
- 1915年（大正4年）4月10日：喜久田駅に改称[2]。
- 1963年（昭和38年）3月1日：貨物の取り扱いを廃止[5]。
- 1983年（昭和58年）
  - 3月10日：磐越西線CTC化に伴い、駅無人化[6]。
  - 11月：現駅舎に改築。
- 1987年（昭和62年）4月1日：国鉄分割民営化により、JR東日本の駅となる[7]。
- 2017年（平成29年）3月4日：定期快速の全列車が停車するようになる。
- 2024年（令和6年）10月1日：えきねっとQチケのサービスを開始[3][8]。

## 駅構造
相対式ホーム2面2線を持つ地上駅である。互いのホームは跨線橋で連絡している。ほとんどの列車は駅舎側の1番線に停車する。
郡山駅管理の無人駅である。自動券売機が設置されている。駅舎はとても簡易なもので、ホームの空きスペースに建てられた。取り壊された旧駅舎土台跡が残る。このほか、トイレは、男女兼用の汲取式となっている。

### のりば
| 番線 | 路線      | 方向 | 行先                 |
| ---- | --------- | ---- | -------------------- |
| 1    | ■磐越西線 | 下り | 会津若松・喜多方方面 |
| 1・2 | ■磐越西線 | 上り | 郡山方面             |

- 2番線は列車交換時のみ使用

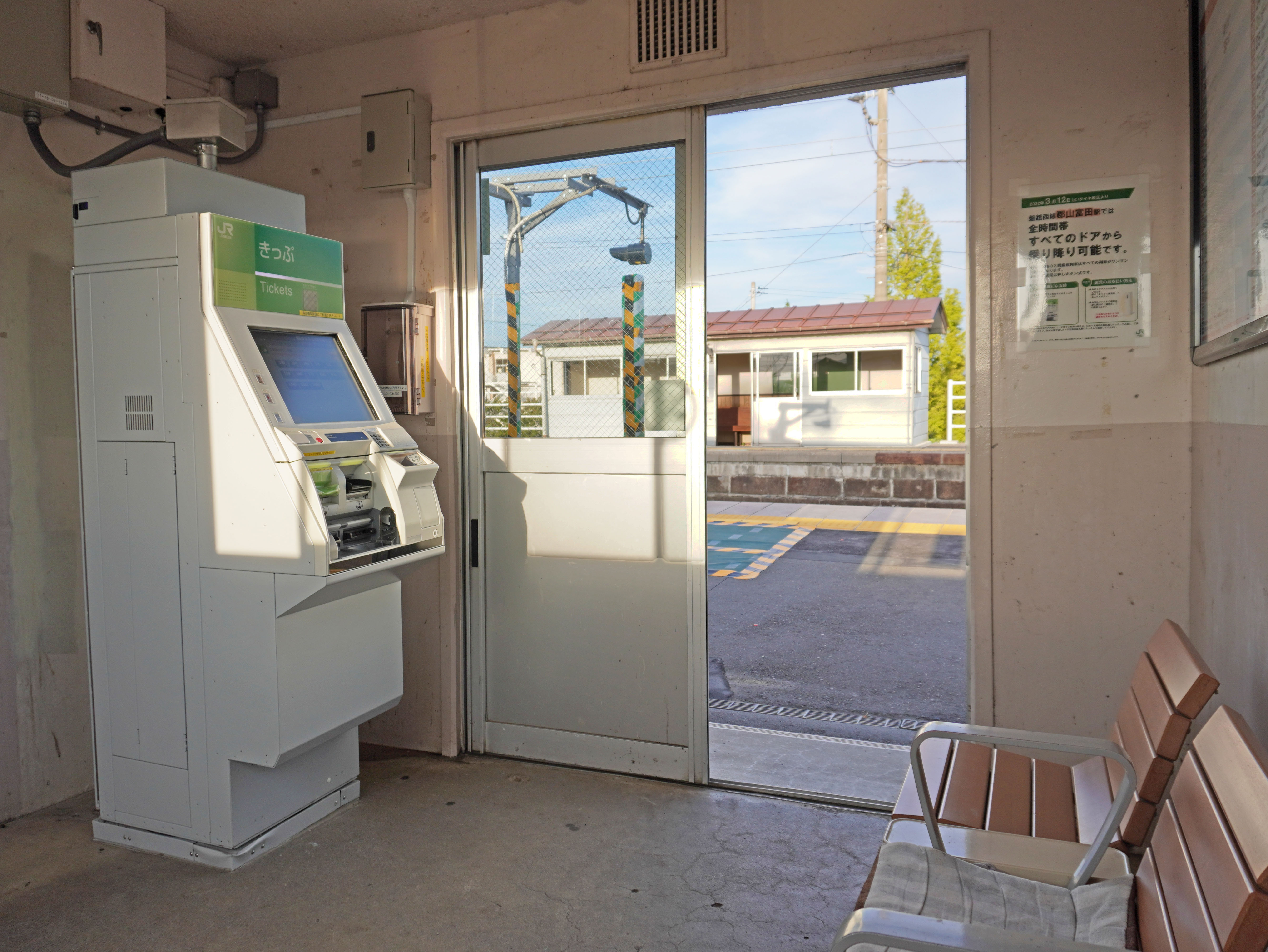
待合室（2022年9月）
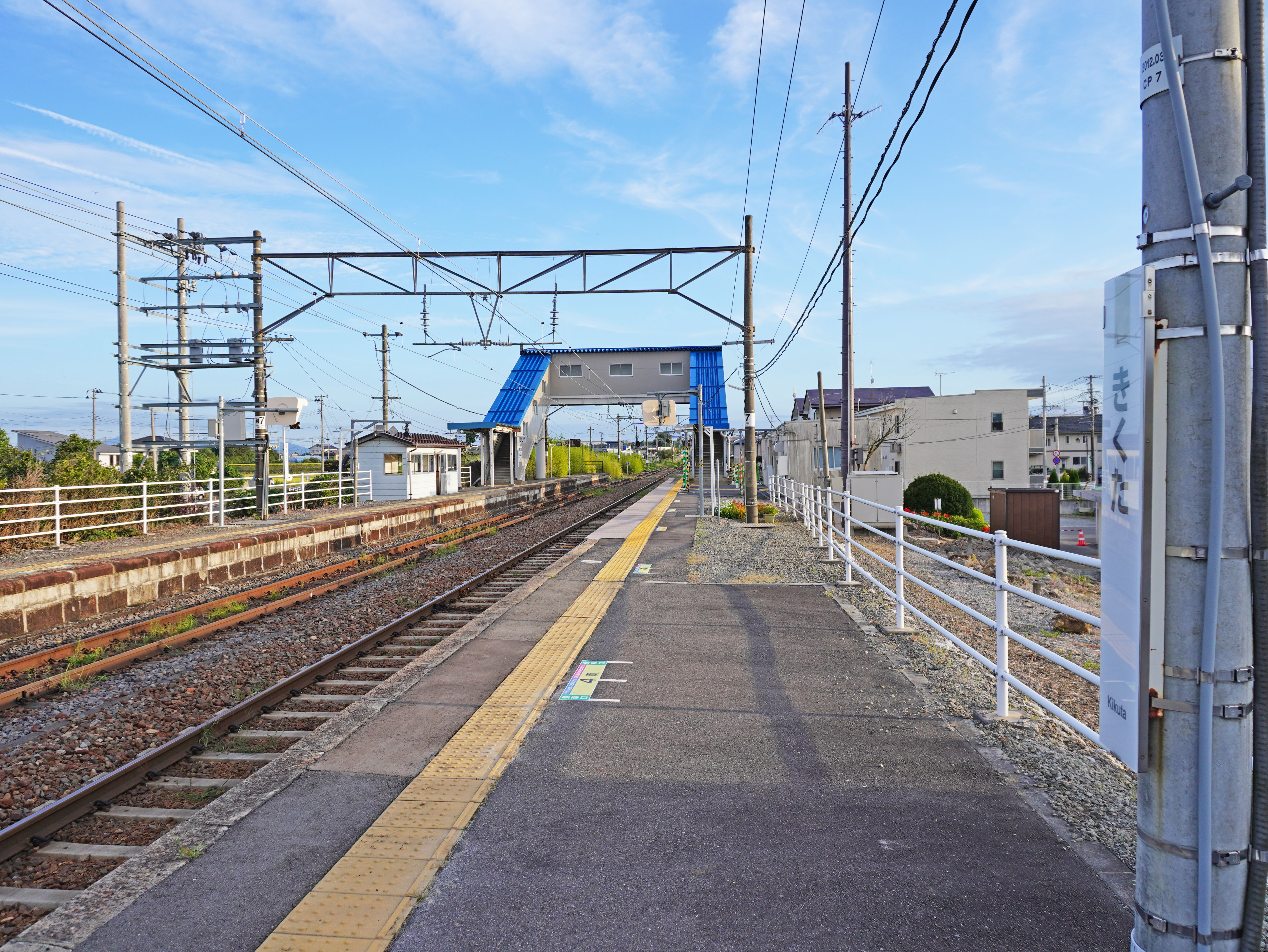
ホーム（2022年9月）

## 利用状況
2000年度（平成12年度）- 2004年度（平成16年度）の1日平均乗車人員の推移は以下のとおりであった。
| 乗車人員推移       | 乗車人員推移     | 乗車人員推移 |
| 年度               | 1日平均 乗車人員 | 出典         |
| ------------------ | ---------------- | ------------ |
| 2000年（平成12年） | 271              | [ 10 ]       |
| 2001年（平成13年） | 290              | [ 11 ]       |
| 2002年（平成14年） | 263              | [ 12 ]       |
| 2003年（平成15年） | 273              | [ 13 ]       |
| 2004年（平成16年） | 279              | [ 14 ]       |

## 駅周辺
- 郡山市役所喜久田行政センター
- 郡山市立喜久田小学校[15]
- 郡山市立喜久田中学校
- 喜久田郵便局
- 郡山北警察署喜久田駐在所
- 郡山地方広域消防組合郡山消防署喜久田分署
- 国道49号
- 福島県道29号長沼喜久田線
- 福島県道296号荒井郡山線
- 福島県道357号岩根日和田線
- 東北自動車道 郡山インターチェンジ（駅南方向、約6キロメートル）
- 東北・磐越自動車道 郡山ジャンクション（駅東北方向、約5キロメートル）
- 藤田川
- 福島交通「地田下」停留所

最寄りのバス停は福島交通の「喜久田駅前」であったが、2021年（令和3年）4月1日に廃止された。

## 隣の駅
東日本旅客鉄道（JR東日本）
■磐越西線
□快速（「あいづ」を含む）
郡山富田駅 - 喜久田駅 -  磐梯熱海駅
■普通
郡山富田駅 - 喜久田駅 - 安子ケ島駅